# Cloromethyl methyl ete
Cloromethyl methyl ete (CMME) là một hợp chất với công thức CH3OCH2Cl.  Nó là một cloroankyl ete.  Nó được sử dụng như là một chất ankyl hóa và dung môi công nghiệp để sản xuất dodecylbenzyl chloride, các chất chống thấm nước, các loại nhựa trao đổi ion, các polyme cũng như là chất để cloromethyl hóa.  Trong tổng hợp hữu cơ, nó được sử dụng để đưa vào nhóm bảo vệ methoxymethyl (MOM), và vì thế thường được gọi là MOM-Cl hay MOM chloride.
Một phương pháp thuận tiện để điều chế MOM chloride tại chỗ (in situ) là sử dụng dimethoxymethan và một acyl chloride với sự có mặt của xúc tác là một axit Lewis. Một phương pháp gần tương tự, sử dụng một acyl chloride có điểm sôi cao, có thể được sử dụng để điều chế chất này ở dạng tinh khiết. Phương pháp này sinh ra > 93 % là hợp chất tinh khiết với dimethoxymethan là tạp chất duy nhất.  Trái lại, quy trình điều chế/sản xuất kinh điển từ formaldehyd, methanol và hiđrô chloride sinh ra hợp chất có lẫn một lượng lớn các tạp chất nguy hiểm như bis-cloromethyl ete và đòi hỏi phải sử dụng chưng cất phân đoạn.
CMME được biết đến như là chất gây ung thư ở người. Phơi nhiễm kinh niên có thể làm tăng nguy cơ ung thư hô hấp, bao gồm cả ung thư phổi tế bào nhỏ. Nó là một trong số 13 hóa chất được Cục quản lý An toàn và Sức khỏe nghề nghiệp (OSHA) điều chỉnh mặc dù người ta vẫn chưa thiết lập giới hạn phơi nhiễm cho phép.